# Ruschia rariflora
Ruschia rariflora är en isörtsväxtart som beskrevs av L. Bol. Ruschia rariflora ingår i släktet Ruschia och familjen isörtsväxter. Inga underarter finns listade i Catalogue of Life.